# Antonin Rüttimann
Antonin Rüttimann (* 20. Oktober 1710 in Luzern; † 12. April 1754) war von 1746 bis 1748 Bibliothekar des Klosters St. Gallen.

## Leben
Er wurde als Sohn des Karl Anton Rüttimann und der Maria Anna Wagner geboren. Am 23. September 1723 kam Antonin Rüttimann nach St. Gallen, wo er sechs Jahre später am 8. Mai 1729 seine Profess leistete. Am 7. Juni 1732 wurde er Subdiakon, am 19. Juni 1734 Diakon und Priester schliesslich am 17. März 1736. Seine Primiz feierte er am 15. April 1736. Am 12. Oktober des gleichen Jahres wurde Antonin Rüttimann Rhetoriklehrer. Den 30. Juni 1738 fing er mit zehn Schülern einen Kurs der Philosophie an. Den 6. Juli 1739 hielt er eine Disputation ab, und am 15. Oktober 1740 wurde er Professor der spekulativen Theologie.
Am 8. Februar 1743 wurde Rüttimann Vize-Offizial und am 28. Juni 1745 Apostolischer Notar. Am 27. September desselben Jahres wählten ihn die Äbte zum Sekretär der Schweizerischen Benediktinerkongregation. Am 13. März 1746 wurde er Moralprofessor und Bibliothekar der Klosterbibliothek St. Gallen. 1749 wurde er zum Beichtiger für Notkersegg bestimmt, am 19. Februar 1752 zum Offizial. Zwei Jahre später starb er, erst 44 Jahre alt, an einer Krankheit.

## Wirken
Aufgrund seiner ausgezeichneten «Geistesgaben sowie Charakters», wie Franz Weidmann, ein Nachfolger im Amt des Bibliothekars und der Chronist der Bibliothek, schrieb, galt Antonin Rüttimann als fähiger Mann, der von Abt Cölestin mehrfach zu verschiedenen Geschäften und Sendungen abgestellt wurde. So entsandte er ihn zweimal nach Rom, um in der «Konstanzer Angelegenheit» zu verhandeln. Er begleitete dazu Pater Bernhard Frank von Frankenberg. Gemeinsam sollten sie die kirchliche Jurisdiktion für die Abtei St. Gallen vom Konstanzer Bistum auf St. Gallen übertragen lassen, wobei sie erreichten, dass die Angelegenheit vor die Rota kam, was Konstanz zu verhindern versucht hatte. Am 3. Mai 1348 wurde er ein zweites Mal in derselben Angelegenheit in Begleitung des späteren Abts Iso Walter nach Rom entsandt. Sie erreichten die Bestätigung eines neuen Konkordats durch Papst Benedikt XIV. Als Bibliothekar hatte er Kardinal Quirini, der vom 23. bis 27. September 1747 in St. Gallen weilte, zu bedienen. Am 18. September 1751 begleitete er den Abt zur Äbteversammlung.